# Vaalogonopus camponoti
Vaalogonopus camponoti är en mångfotingart som beskrevs av Karl Wilhelm Verhoeff 1940. Vaalogonopus camponoti ingår i släktet Vaalogonopus och familjen Vaalogonopodidae. Inga underarter finns listade i Catalogue of Life.